# La Devise
La Devise é uma comuna francesa na região administrativa da Nova Aquitânia, no departamento de Charente-Maritime. Estende-se por uma área de 26.83 km². Em 2010 a comuna tinha 1 214 habitantes (densidade: 45,2 hab./km²).
Foi criada em 1 de janeiro de 2018, a partir da fusão das antigas comunas de Vandré (sede da comuna), Chervettes e Saint-Laurent-de-la-Barrière.